# 蒙格埃尔
蒙格埃尔（Munger），是印度比哈尔邦Munger县的一个城镇。总人口187311（2001年）。

## 人口
该地2001年总人口187311人，其中男性100374人，女性86937人；0—6岁人口28076人，其中男14529人，女13547人；识字率64.13%，其中男性为70.34%，女性为56.96%。